# 青铜酒器
青铜酒器是用来盛酒的中國禮器。上古的祭祀礼俗中酒扮演重要角色，《周礼》中专门提到名为酒正的官员，负责“掌酒之政令．以式法授酒材”。不同场合和仪式上使用不同种类的酒器也是体现身份尊卑、规格高下的重要道具。

## 盛酒器
盛酒器通称为尊，但“尊彝”连文亦指礼器全体，古以陶制，亦有木制、铜制，出土多为铜质。主要盛酒器有尊、彝（方彝）、卣、壶、罍、瓿、盉、甒等：

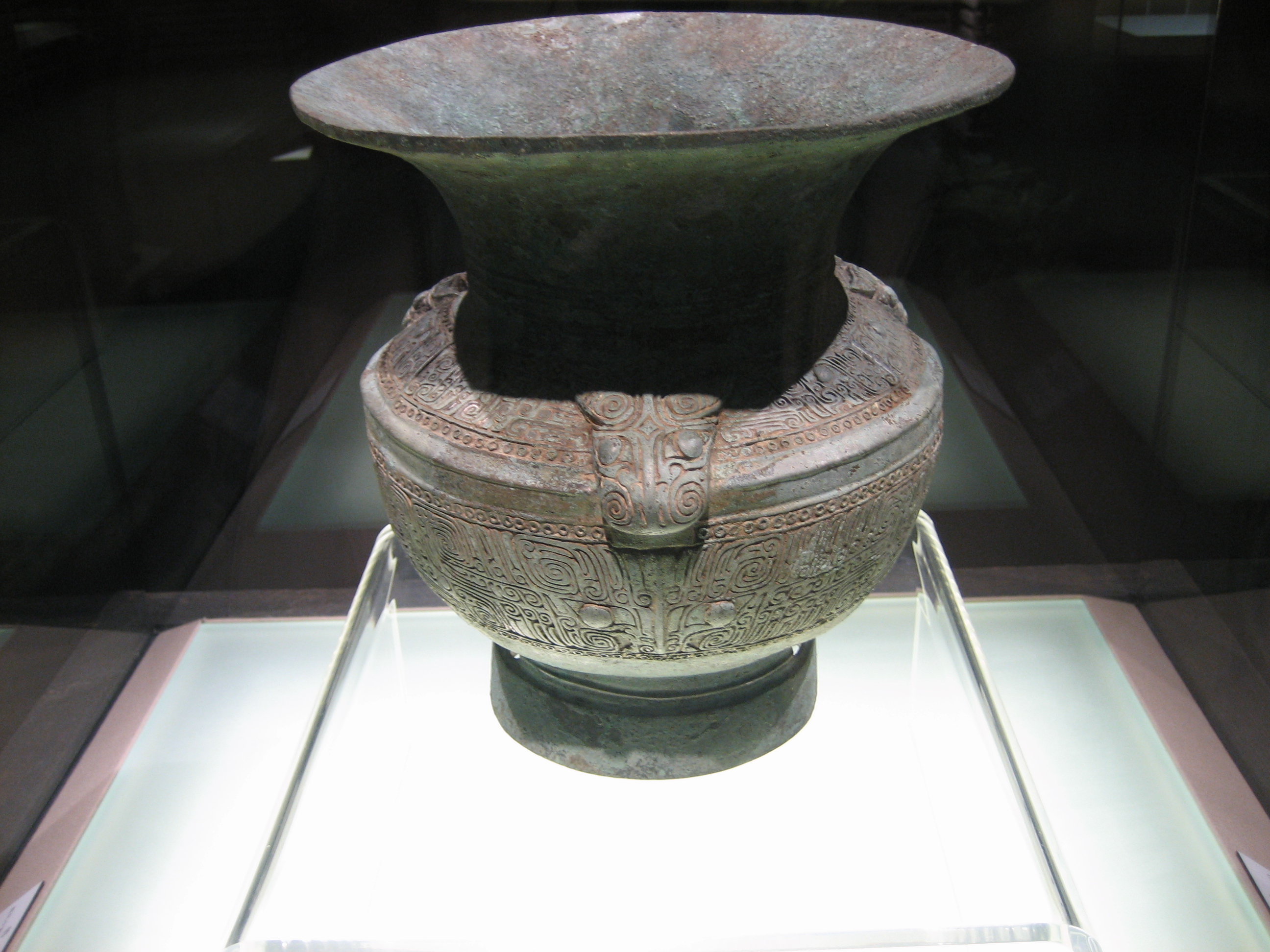
尊
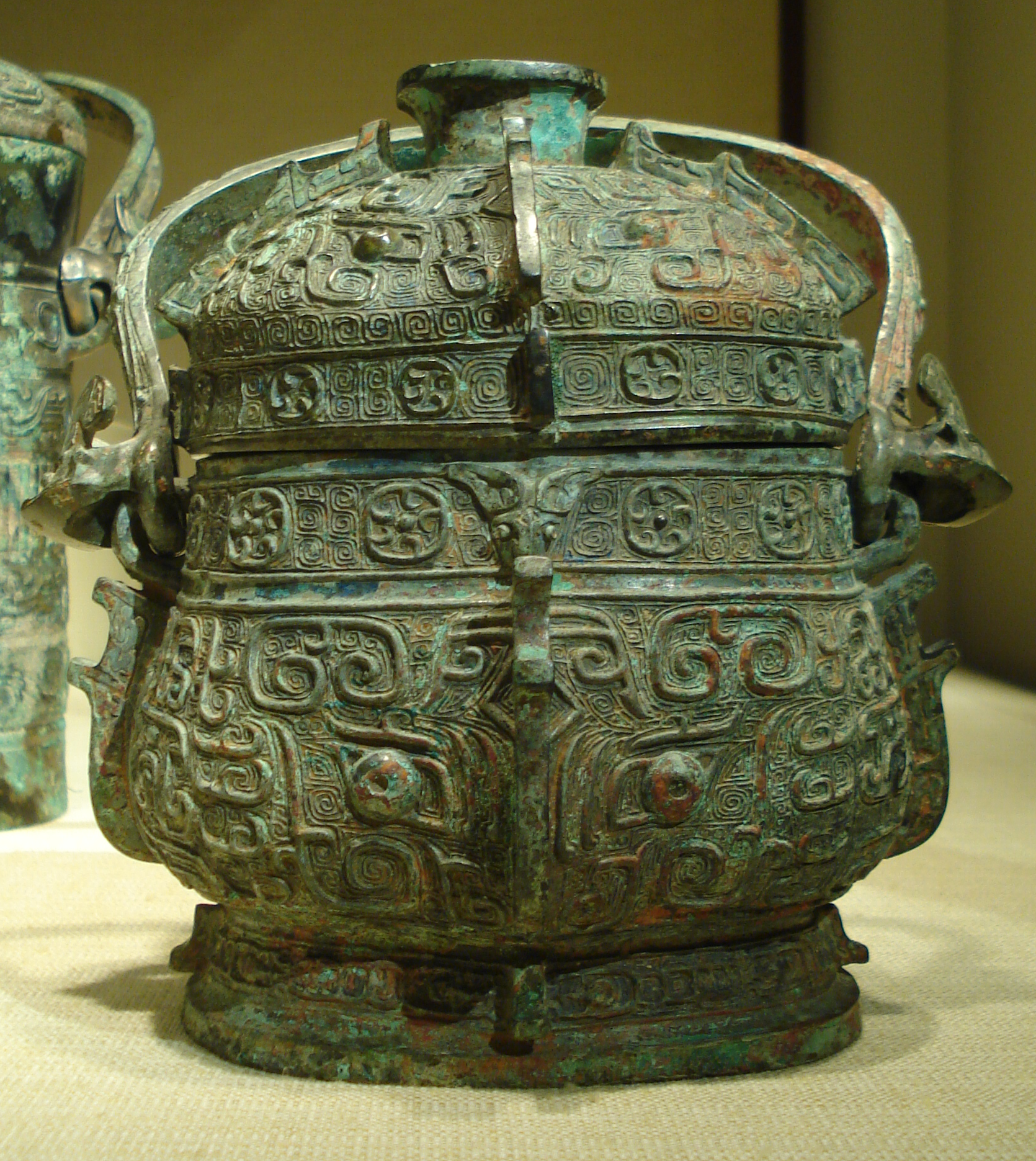
卣
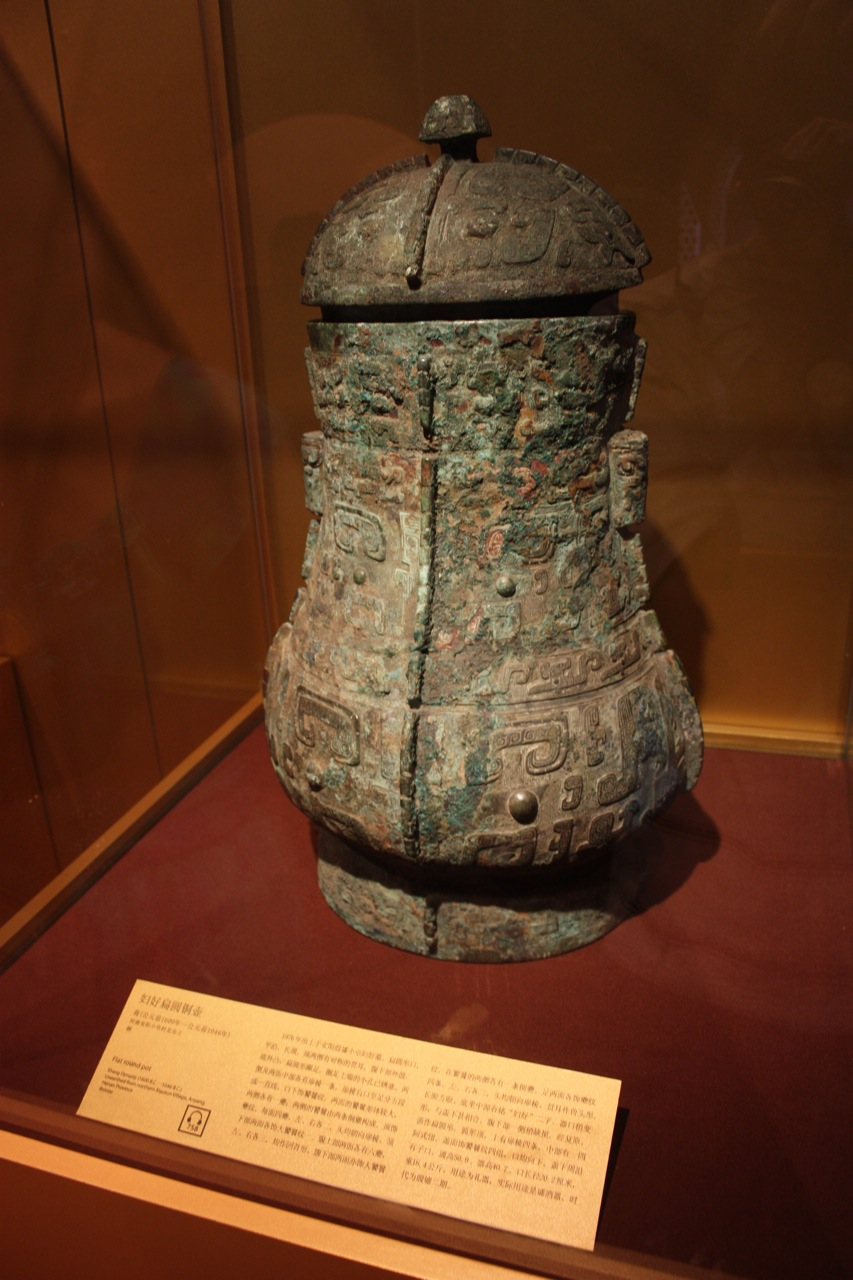
壶
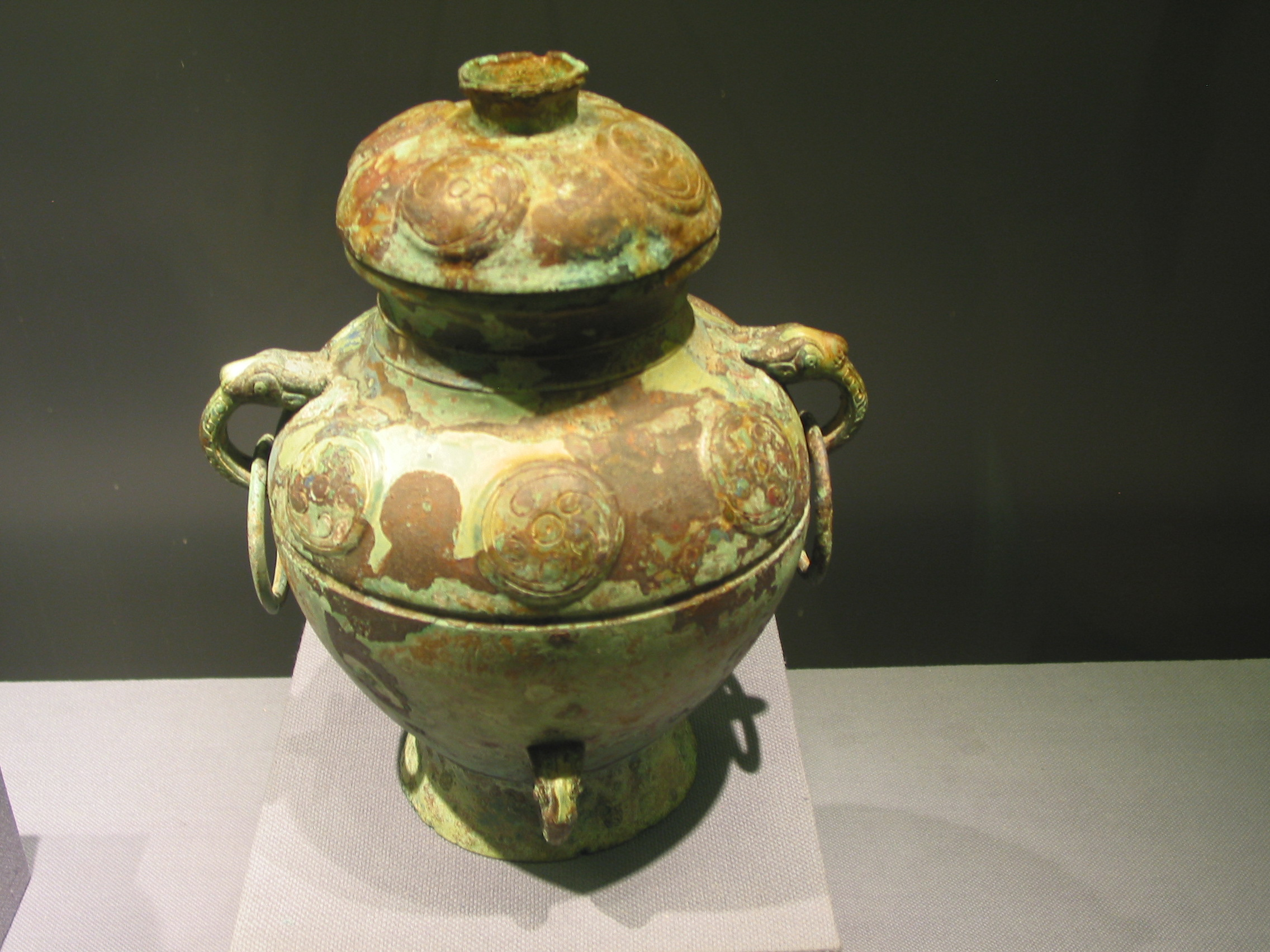
罍
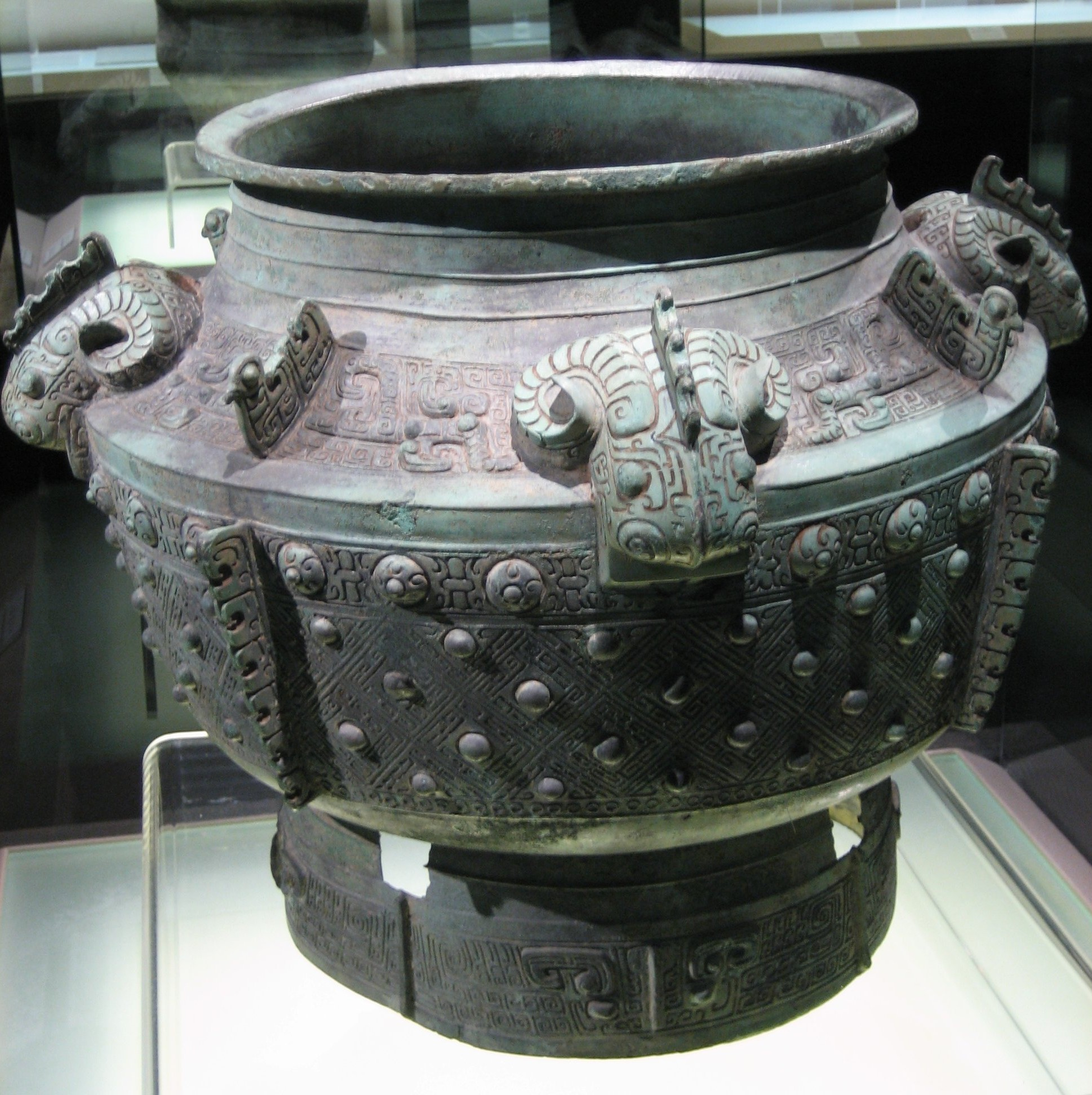
瓿

承放尊、彝之器有豐、舟、禁、棜（斯禁）。

## 饮酒器
饮酒器通称为爵，以铜制、木制，或以象牙、玉、兽角等所饰。主要有爵、斝、角、觚、觯、觥、杯等：

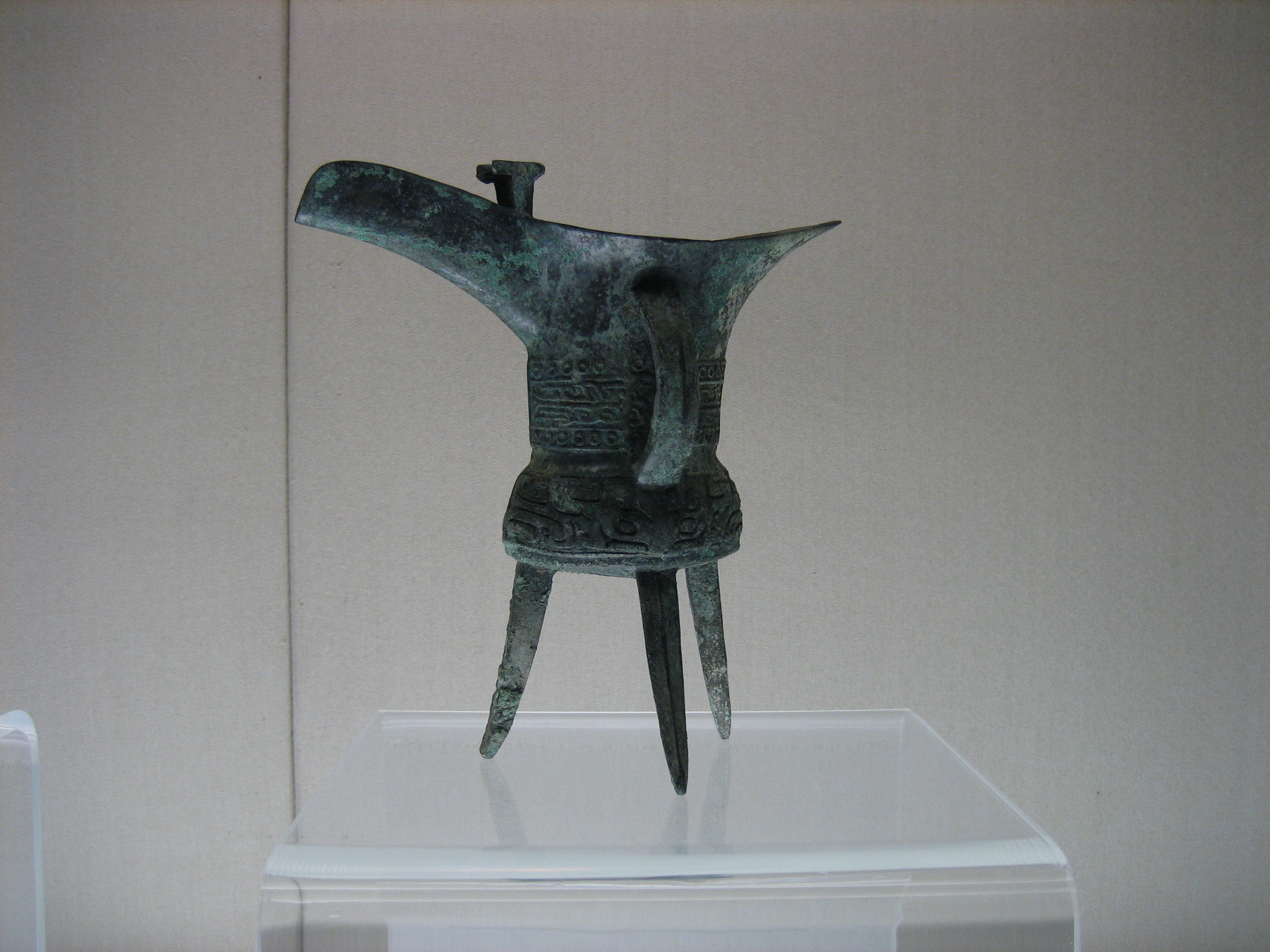
爵
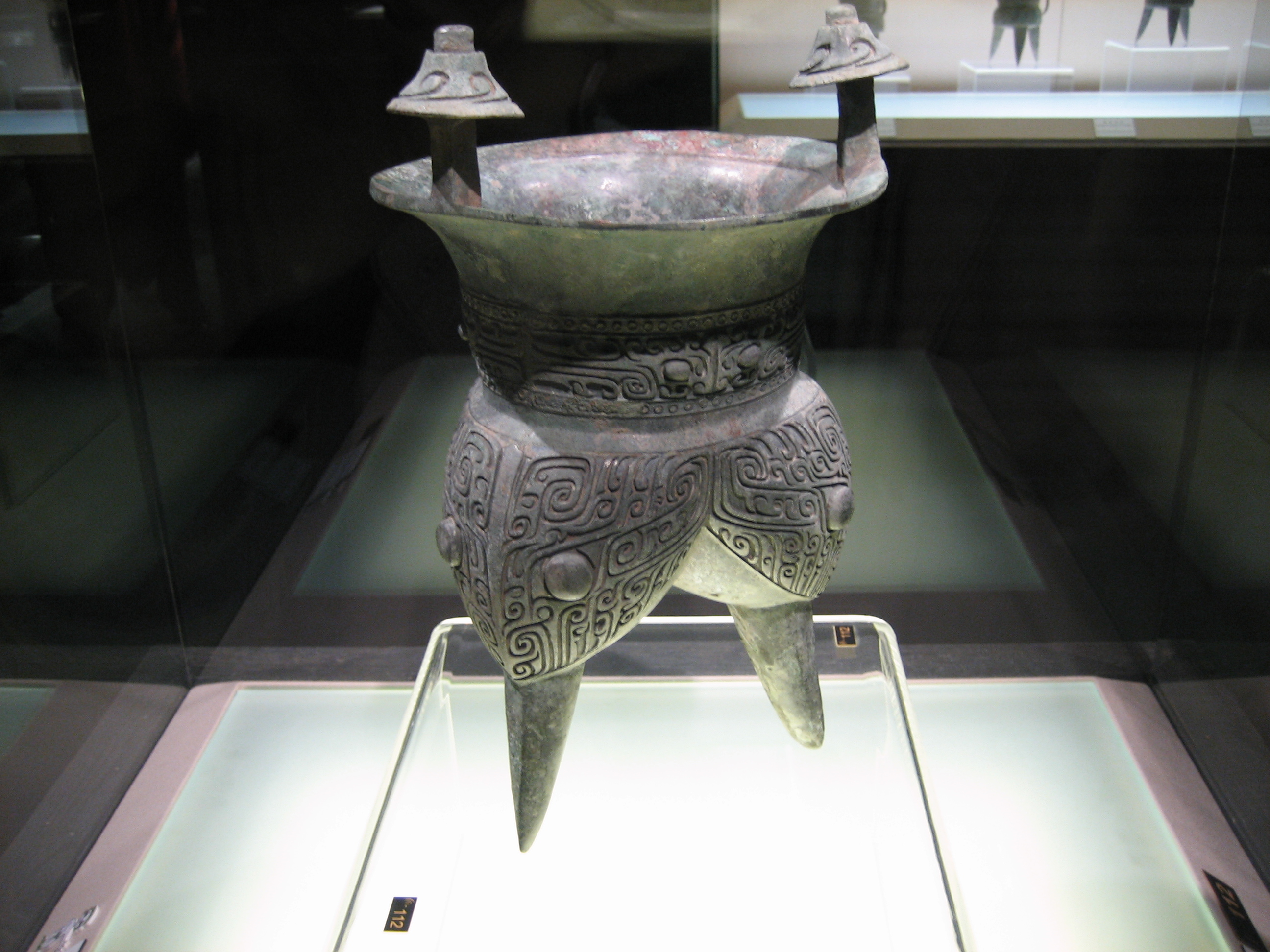
斝
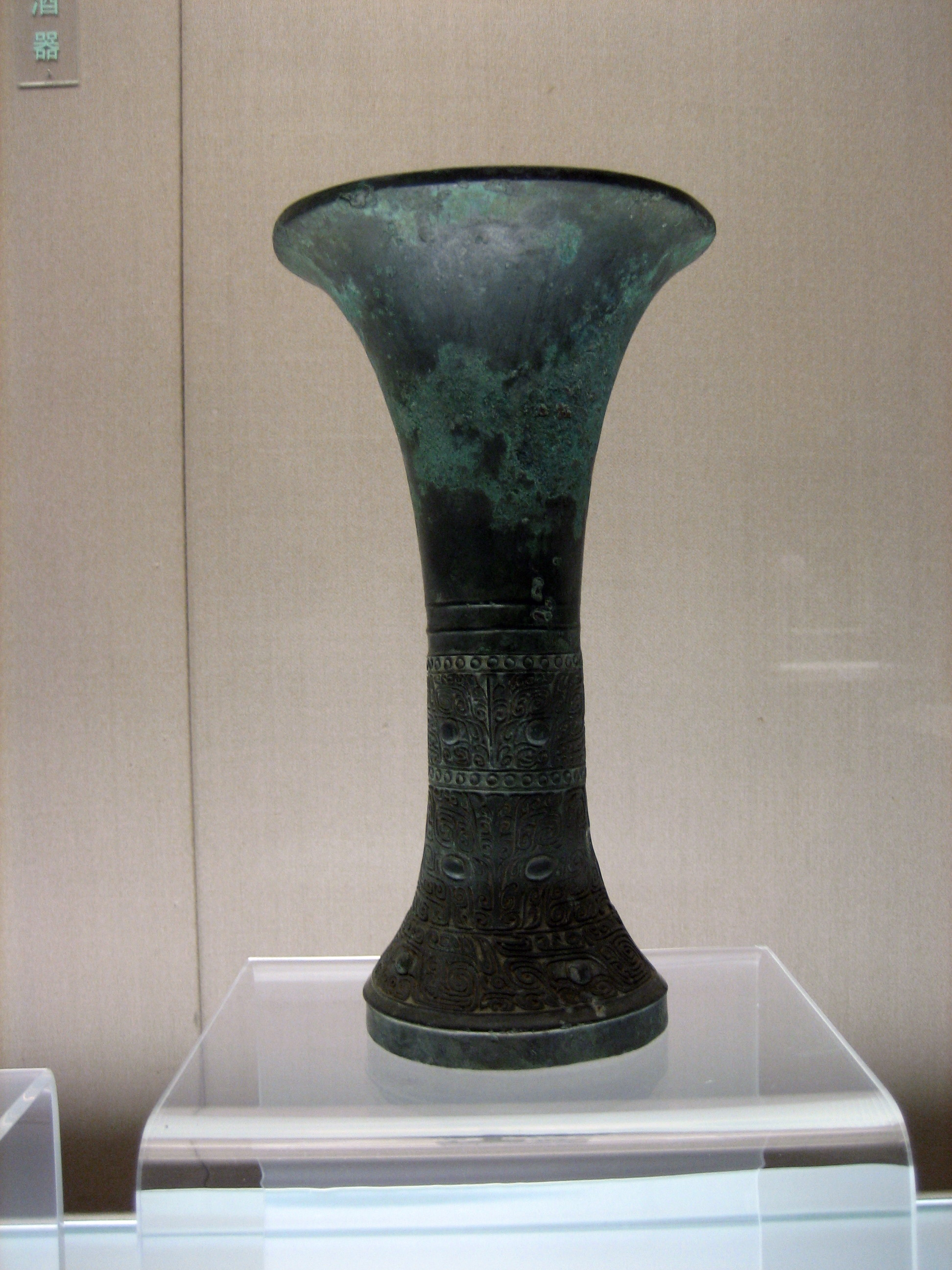
觚
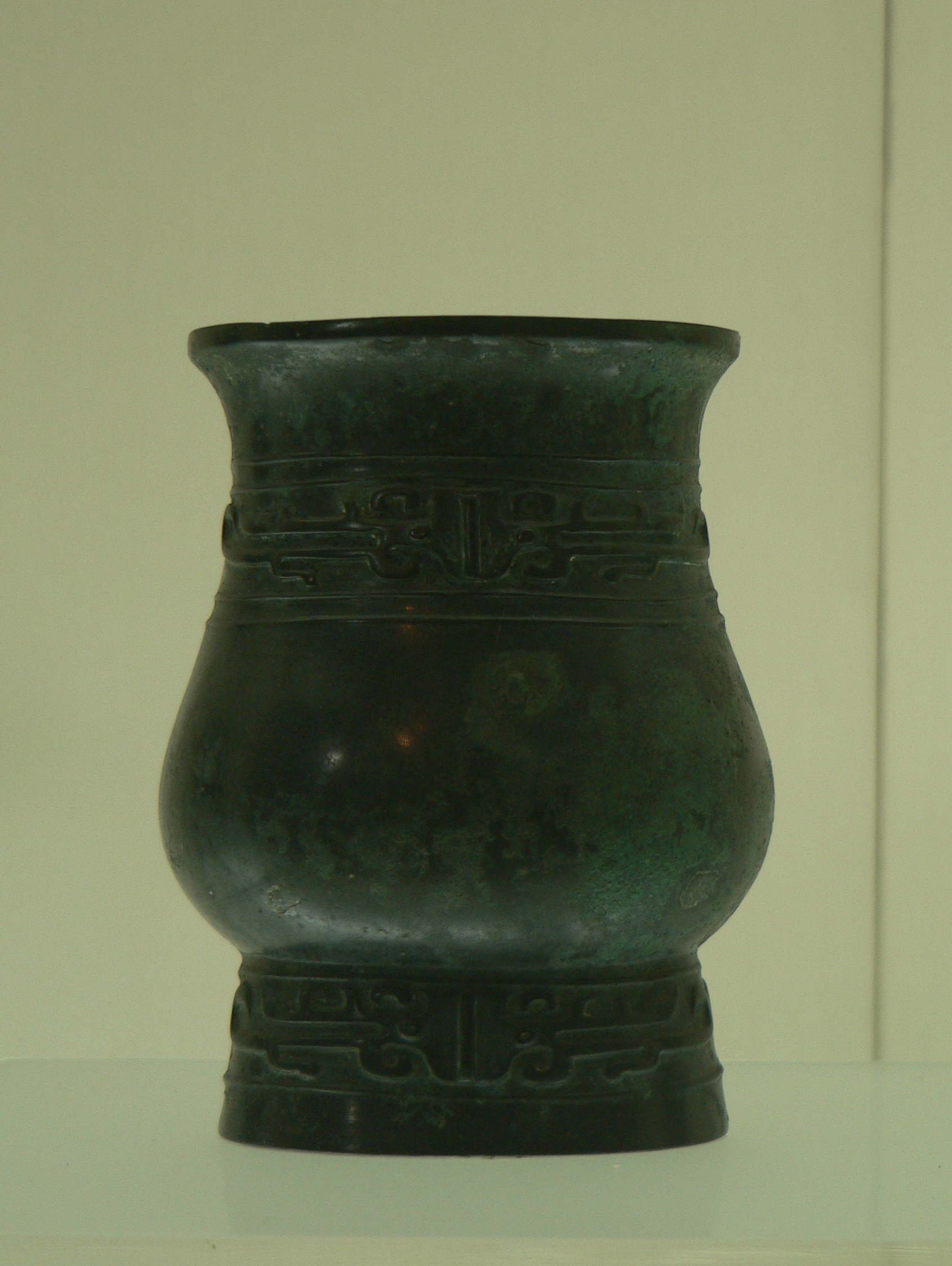
觯
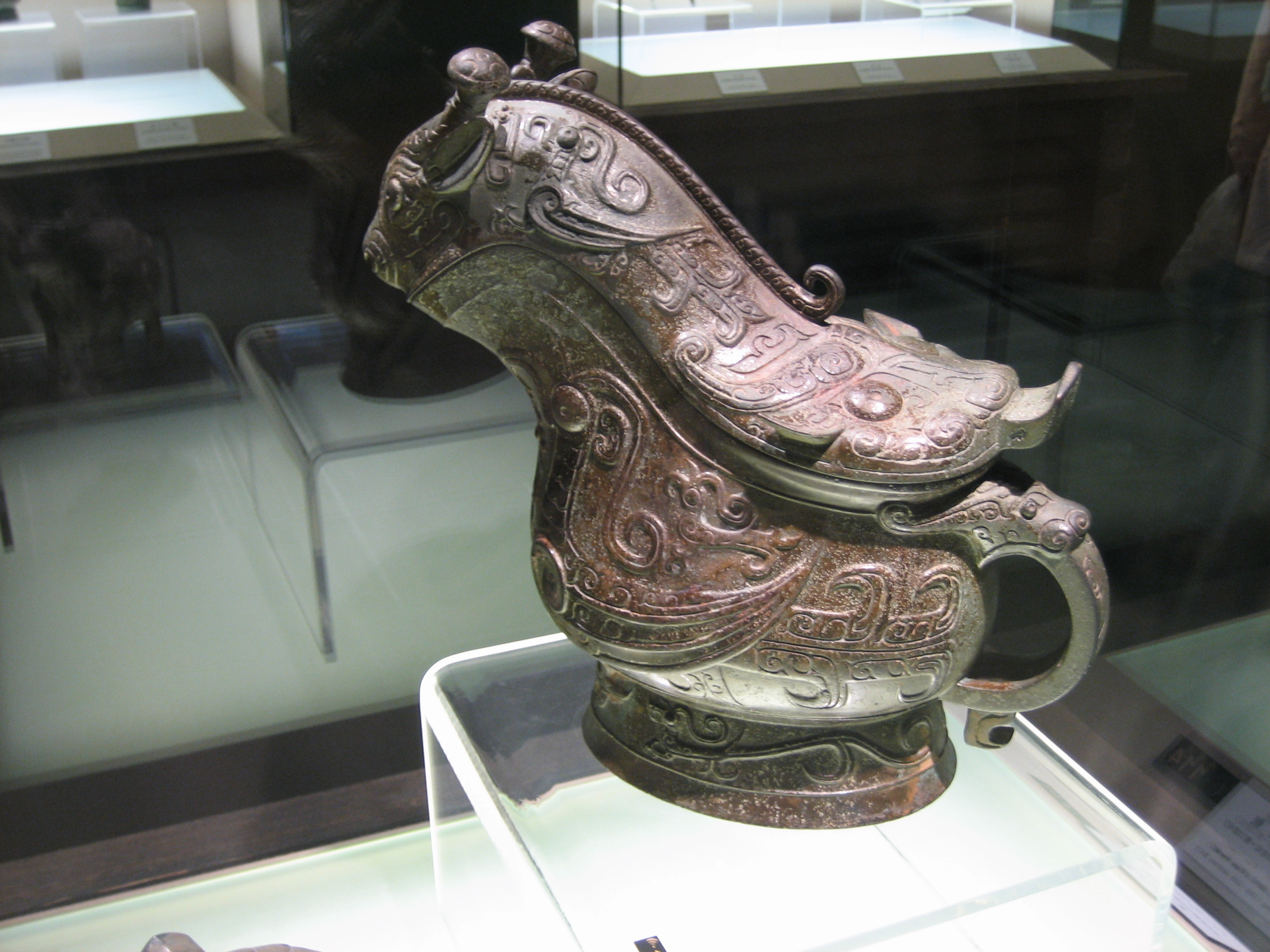
觥

## 挹酒器
挹酒之器有勺、斗，直柄为勺，曲柄为斗。扱醴之器曰柶。挹鬯之器曰圭瓒。

## 參閱
- 礼器
- 酒器
- 中国青铜器